# Валдо Фиљо
Валдо Фиљо (12. јануар 1964) бивши је бразилски фудбалер.

## Каријера
Током каријере је играо за Гремио Порто Алегре, Бенфика, Париз Сен Жермен, Крузеиро, Ботафого и многе друге клубове.

## Репрезентација
За репрезентацију Бразила дебитовао је 1987. године. Наступао је на два Светска првенства (1986. и 1990) с бразилском селекцијом. За тај тим је одиграо 45 утакмица и постигао 4 гола.

## Статистика
| Бразил | Бразил  | Бразил |
| Година | Наступи | Голови |
| ------ | ------- | ------ |
| 1987.  | 11      | 4      |
| 1988.  | 6       | 0      |
| 1989.  | 17      | 0      |
| 1990.  | 7       | 0      |
| 1991.  | 0       | 0      |
| 1992.  | 2       | 0      |
| 1993.  | 2       | 0      |
| Укупно | 45      | 4      |